# Treemonisha
Treemonisha és una òpera en tres actes amb música i llibret en anglès de Scott Joplin. Composta el 1910, no es va estrenar fins al 28 de gener de 1972 a l'Atlanta Memorial Arts Center d'Atlanta a l'estat de Geòrgia.
Scott Joplin és conegut sobretot com a compositor de ragtime. L'òpera abasta una àmplia varietat d'estils musicals, a més del ragtime. Joplin no es referia a ella com a tal, però de vegades sí que l'anomena, de forma incorrecta «òpera ragtime». La música de Treemonisha inclou una obertura i un preludi, juntament amb diversos recitativos, cors, peces per a conjunt petit, un ballet i unes poques àries.

## Personatges
| Personatge                                | Tessitura    | Repartiment de l'estrena, 28 de gener de 1972 (Director:Robert Shaw) |
| ----------------------------------------- | ------------ | -------------------------------------------------------------------- |
| Treemonisha, una jove i conreada lliberta | soprano      | Alpha Floyd                                                          |
| Monisha, suposada mare de Treemonisha     | contralt     | Louise Parker                                                        |
| Remus, amic de Treemonisha                | tenor        | Seth McCoy                                                           |
| Ned, pare de Treemonisha                  | baix         | Simon Estes                                                          |
| Andy, amic de Treemonisha                 | tenor        |                                                                      |
| Cephus, un conjurador                     | tenor        |                                                                      |
| Lucy, amiga de Treemonisha                | mezzosoprano |                                                                      |
| Luddud, un conjurador                     | baríton      |                                                                      |
| Parson Alltalk, un predicador             | baríton      |                                                                      |
| Simon, un conjurador                      | baix         |                                                                      |
| Zodzetrick, un conjurador                 | baríton      |                                                                      |

## Enregistraments
Hi ha un enregistrament de l'any 1975, amb Gunther Schuller dirigint el cor i l'orquestra de la Grand Opera de Houston, amb els següents intèrprets: Kenneth Hicks(Andy), Dwight Ransom (Cephus), Cora Johnson (Lucy), Dorceal Duckens (Luddud), Betty Allen (Monisha), Willard White (Ned), Raquel Pierotti (Parson), Curtis Rayam (Remus), Raymond Bazemore (Simon), Carmen Balthrop (Treemonisha) i Ben Harney (Zodzetrick).